# Workbench
Workbench es una parte fundamental del sistema operativo AmigaOS del ordenador personal Commodore Amiga. El Commodore Amiga disfrutó de una enorme popularidad en los años 80-90, e incluso hoy día cuenta con miles de usuarios y programadores que trabajan a diario con él. 
Una de las características más llamativas del Workbench era su potencia gráfica y su capacidad multitarea, prestaciones muy adelantadas para la época en que el Commodore Amiga salió al mercado. Ordenadores Amiga, con algún equipamiento extra, realizaron las primeras animaciones, titulación de vídeo y renderizados profesionales, llegando estos a conocerse por el sobrenombre de Video Toasters.
El Workbench es la parte del sistema operativo del AmigaOS que viene en disco y contiene:
- Complementos para el entorno gráfico
- Bibliotecas
- parches y algunas utilidades que complementan el Kickstart.

Junto con el Kickstart conforman el sistema operativo del Amiga.
Workbench hace uso de multitarea round robin.